# امتزاج‌پذیری
امتزاج اختلاط یک‌دست دو سیال با هر نسبت دلخواه است به طوری که هیچ‌گونه مرز مشخصی بین دو سیال مشاهده نشود. چنانچه دو سیال در تمام نسبت‌های اختلاطی یکسان نباشند، آنها را غیر امتزاجی می‌نامند.

## کاربرد در صنعت نفت
مهندسین نفت بهره‌بردار از مخازن نفتی در زمان کاهش دبی استخراج نفت و زمانی که فشار مخزن پایین آمده، از امتزاج گازهای هیدروکربنی (مثل پروپان) با نفت خام در فشار بالا در حین فرآیند تزریق گاز به میدان نفتی، جهت افزایش حجم و فشار سیال درون مخزن استفاده می‌کنند.
در این فرآیند در اثر تزریق گاز، مویینگی به حداقل کاهش می‌یابد و در نتیجه نفت موجود در خلل و فرج دیواره مخزن جای خود را به گاز خشک می‌دهد.